# Liste des albums musicaux numéro un au Billboard 200 en 2011
Cette page présente les albums musicaux numéro 1 chaque semaine en 2011 au Billboard 200, le classement officiel des ventes d'albums aux États-Unis établi par le magazine Billboard. Les cinq meilleures ventes annuelles sont également listées.

## Classement hebdomadaire
| Date         | Artiste(s)          | Titre                                          | Référence |
| ------------ | ------------------- | ---------------------------------------------- | --------- |
| 1er janvier  | Taylor Swift        | Speak Now                                      |           |
| 8 janvier    | Taylor Swift        | Speak Now                                      |           |
| 15 janvier   | Taylor Swift        | Speak Now                                      |           |
| 22 janvier   | Taylor Swift        | Speak Now                                      |           |
| 29 janvier   | Cake                | Showroom of Compassion                         |           |
| 5 février    | The Decemberists    | The King Is Dead                               |           |
| 12 février   | Amos Lee            | Mission Bell                                   |           |
| 19 février   | Nicki Minaj         | Pink Friday                                    |           |
| 26 février   | Divers artistes     | Now That's What I Call Music! 37 (compilation) |           |
| 5 mars       | Justin Bieber       | Never Say Never: The Remixes                   |           |
| 12 mars      | Adele               | 21                                             |           |
| 19 mars      | Adele               | 21                                             |           |
| 26 mars      | Lupe Fiasco         | Lasers                                         |           |
| 2 avril      | Adele               | 21                                             |           |
| 9 avril      | Chris Brown         | F.A.M.E.                                       |           |
| 16 avril     | Britney Spears      | Femme Fatale                                   |           |
| 23 avril     | Adele               | 21                                             |           |
| 30 avril     | Foo Fighters        | Wasting Light                                  |           |
| 7 mai        | Adele               | 21                                             |           |
| 14 mai       | Adele               | 21                                             |           |
| 21 mai       | Adele               | 21                                             |           |
| 28 mai       | Adele               | 21                                             |           |
| 4 juin       | Adele               | 21                                             |           |
| 11 juin      | Lady Gaga           | Born This Way                                  |           |
| 18 juin      | Lady Gaga           | Born This Way                                  |           |
| 25 juin      | Adele               | 21                                             |           |
| 2 juillet    | Bad Meets Evil      | Hell: The Sequel                               |           |
| 9 juillet    | Jill Scott          | The Light of the Sun                           |           |
| 16 juillet   | Beyoncé             | 4                                              |           |
| 23 juillet   | Beyoncé             | 4                                              |           |
| 30 juillet   | Blake Shelton       | Red River Blue                                 |           |
| 6 août       | Adele               | 21                                             |           |
| 13 août      | Eric Church         | Chief                                          |           |
| 20 août      | Adele               | 21                                             |           |
| 27 août      | Jay-Z et Kanye West | Watch the Throne                               |           |
| 3 septembre  | Jay-Z et Kanye West | Watch the Throne                               |           |
| 10 septembre | The Game            | The R.E.D. Album                               |           |
| 17 septembre | Lil Wayne           | Tha Carter IV                                  |           |
| 24 septembre | Lil Wayne           | Tha Carter IV                                  |           |
| 1er octobre  | Lady Antebellum     | Own the Night                                  |           |
| 8 octobre    | Tony Bennett        | Duets II                                       |           |
| 15 octobre   | J. Cole             | Cole World: The Sideline Story                 |           |
| 22 octobre   | Scotty McCreery     | Clear as Day                                   |           |
| 29 octobre   | Evanescence         | Evanescence                                    |           |
| 5 novembre   | Adele               | 21                                             |           |
| 12 novembre  | Coldplay            | Mylo Xyloto                                    |           |
| 19 novembre  | Justin Bieber       | Under the Mistletoe                            |           |
| 26 novembre  | Mac Miller          | Blue Slide Park                                |           |
| 3 décembre   | Drake               | Take Care                                      |           |
| 10 décembre  | Michael Bublé       | Christmas                                      |           |
| 17 décembre  | Michael Bublé       | Christmas                                      |           |
| 24 décembre  | Michael Bublé       | Christmas                                      |           |
| 31 décembre  | Michael Bublé       | Christmas                                      |           |

## Classement annuel
Les 5 meilleures ventes d'albums de l'année aux États-Unis selon Billboard :
1. Adele - 21
2. Taylor Swift - Speak Now
3. Lady Gaga - Born This Way
4. Jason Aldean - My Kinda Party
5. Susan Boyle - The Gift